# Kanaban Graphics
Kanaban Graphics Ltd. (有限会社 カナバングラフィックス Yūgen gaisha Kanaban Gurafikkusu?) es una empresa de animación japonesa que ha creado contenido para MTV Japón.

## Trabajos
- Hal & Bons (2002)
- Usavich (2006)
- New Hal & Bons (2006)
- Petit Eva: Evangelion@School (2007)[2][3]
- Yan Yan Machiko (2009)
- Usavich Zero (2015)
- Inazma Delivery (2017)
- Bromance (2017) Trabajó con Ubisoft